# Kalkstreuer

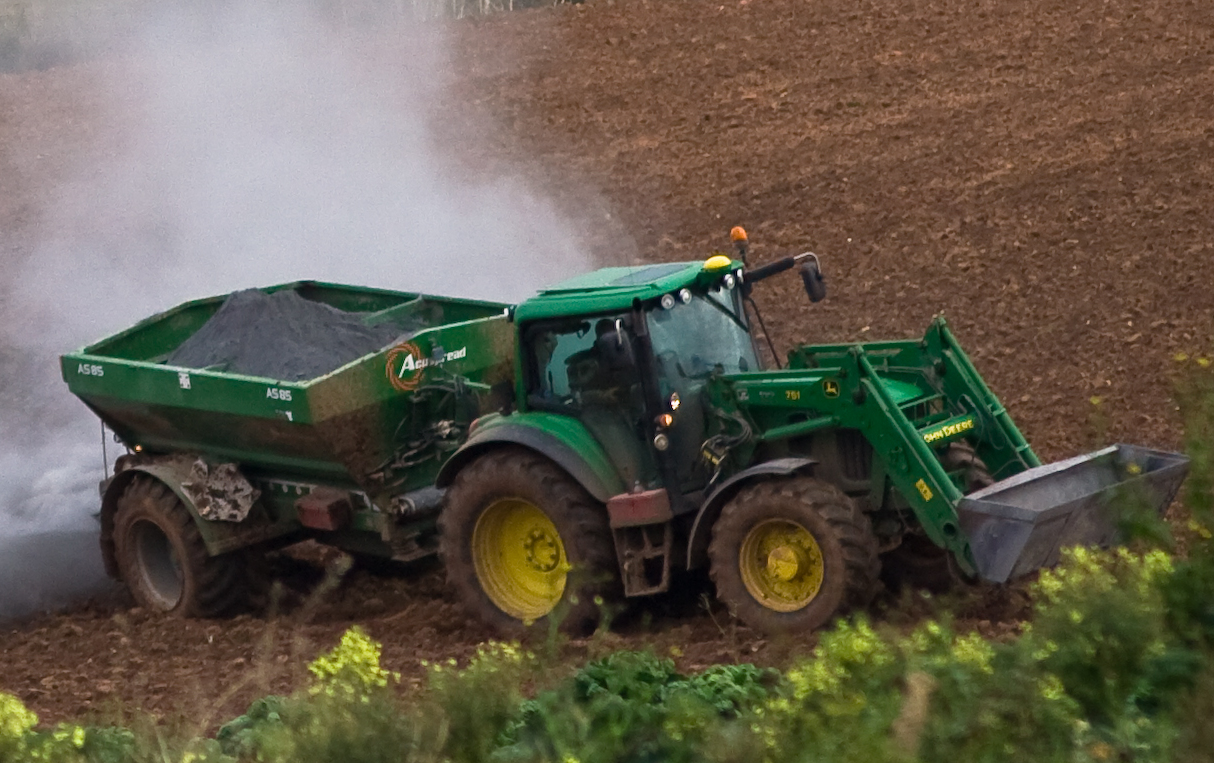
Kalkstreuer bei der Ackerkalkung mit erdfeuchtem Kalk

Ein Kalkstreuer ist ein in der Land- oder Bauwirtschaft genutzter Anhänger zur gleichmäßigen Verteilung von trockenem, staub- und pulverförmigem Streugut wie Branntkalk und pulverisiertem Dünger.
Der Aufbau ist ähnlich dem eines Miststreuers bzw. Düngerstreuers. 
Auf dem Boden des Anhängers befinden sich quer liegende Leisten, die mit umlaufenden Ketten verbunden sind und das Streugut zum Ende des Anhängers transportieren (Kratzboden). Alternativ wird anstelle eines Kratzbodens auch ein umlaufendes Gummi-Förderband genutzt.  Am Ende des Streuers befindet sich ein Dosierschieber, der zusammen mit Fahrgeschwindigkeit und Arbeitsbreite die ausgebrachte Menge bestimmt. Am Ende des Anhängers wird Branntkalk mit Hilfe von Verteilschnecken, erdfeuchter und kohlensaurer Kalk meist mit Streuscheiben verteilt. Es ist möglich, Kalkstreuer mit spezieller Ausrüstung für eine teilflächenspezifische Ausbringung auszustatten, wodurch Precision Farming möglich wird.
Kratzboden bzw. Gummi-Förderband und Verteileinrichtungen werden über die Zapfwelle des Traktors angetrieben.
Da landwirtschaftliche Kalkstreuer meist nur saisonal genutzt werden, sind sie meist Eigentum von Kalk-Verkäufern wie Landhandelsunternehmen oder Lohnunternehmen.
In der Bauwirtschaft werden Kalkstreuer zur Verteilung großer Mengen Kalk zur Unterbodenstabilisierung eingesetzt.